# Charles-Ferdinand de Bourbon-Siciles
Titre
Prince héritier des Deux-Siciles
8 novembre 1830 – 16 janvier 1836
(5 ans, 2 mois et 8 jours)
Charles-Ferdinand de Bourbon-Siciles, prince de Capoue, est né le 10 novembre 1811 à Palerme, dans le royaume de Sicile, et est décédé le 22 avril 1862 à Turin, dans le royaume d'Italie. Fils du roi François Ier des Deux-Siciles, c'est un prince de la Maison de Bourbon exclu de la succession au trône napolitain après avoir conclu un mariage morganatique.

## Famille

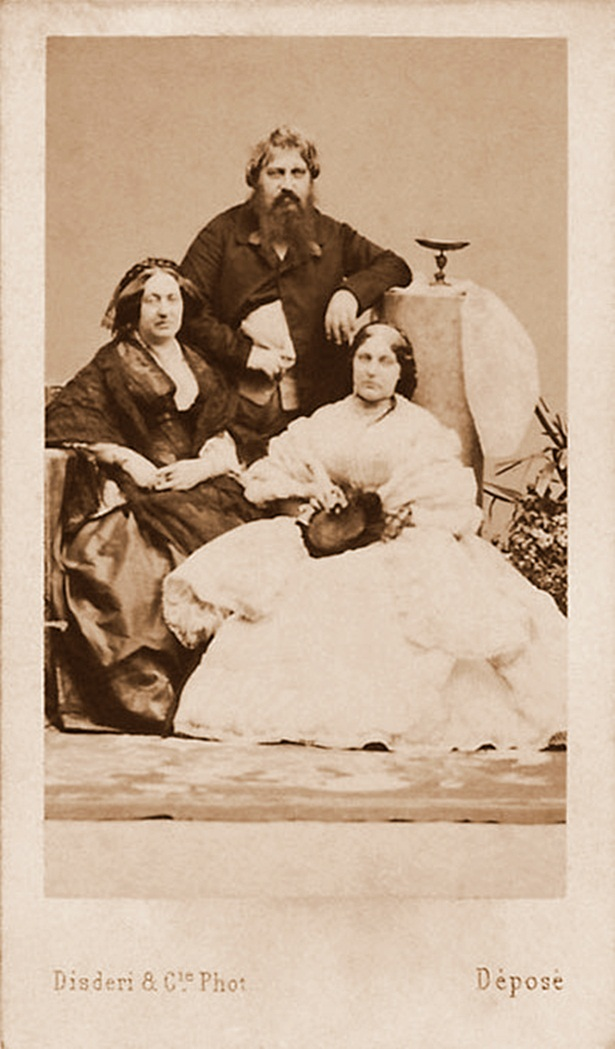
Le prince de Capoue, son épouse et leur fille.

Le prince de Capoue est le fils du roi François Ier des Deux-Siciles (1777-1830) et de sa deuxième épouse l’infante Marie-Isabelle d'Espagne (1789-1848), elle-même fille du roi Charles IV d'Espagne (1748-1819) et de la princesse Marie-Louise de Parme (1751-1819). Par son père, le prince appartient donc à la branche napolitaine de la Maison de Bourbon tandis que, par sa mère, il descend des Bourbons d'Espagne et de Parme.
Le prince de Capoue est, par ailleurs, le demi-frère de la duchesse de Berry (1798-1870) et le frère du roi Ferdinand II des Deux-Siciles (1810-1859), de la grande-duchesse Marie-Antoinette de Toscane (1814-1898), de l’impératrice Thérèse-Christine du Brésil (1822-1889) et de la reine-régente Marie-Christine d’Espagne (1806-1878).
Le 5 avril 1836, le prince de Capoue épouse morganatiquement et sans le consentement de son frère, à Gretna Green, en Écosse, Penelope Smyth (1815-1882), elle-même fille de Grice Smyth (v. 1762-1816). De ce mariage naissent deux enfants :
- François (1837-1862), comte de Mascali ;
- Victoria (1838-1895), comtesse de Mascali.

## Biographie
En 1836, le prince de Capoue fuit le royaume de Naples avec sa maîtresse, une Irlandaise appelée Penelope Smith. Il trouve alors refuge au Royaume-Uni, où il se marie en dépit de l’opposition de l’ambassadeur des Deux-Siciles. Le prince est donc exclu de la succession au trône napolitain par son frère, le roi Ferdinand II des Deux-Siciles, et sa descendance est déclarée non dynaste.
Pendant plusieurs années, le prince de Capoue essaie, en vain, de faire reconnaître la légitimité de son mariage et de ses enfants. Il obtient finalement que son épouse, son fils et sa fille reçoivent les titres de comte et de comtesse de Mascali.
Leurs tombes se trouvent dans la chapelle San Francesco Saverio, de la villa royale de Marlia.

### Œuvre du prince
- (fr) Charles de Bourbon, prince de Capoue, Lettre adressée par S.A.R. Mgr Charles de Bourbon prince de Capoue à son frère S. M. Ferdinand II Roi des Deux-Siciles le 1er mai 1838, F. Renard Éditeur, Liège, 1862 (Lire en ligne)

### Autres ouvrages
- (fr) M. C. B. H., Le Roi de Naples et le Prince de Capoue, Arlon, Bruxelles, 1856 (Lire en ligne)
- (fr) Pascal Duprat, « Épisodes de la vie de Ferdinand II » dans La Libre recherche : revue universelle, Volume 7, p. 425 et sq. (Lire en ligne)
- (fr) Ulysse Tencé, « Appendice » dans Annuaire historique universel pour 1836, Thoisnier-Desplaces, Paris, 1837, p. 188 (Lire en ligne)